# Tour de France 2025/2. Etappe
Die 2. Etappe der Tour de France 2025 fand am 6. Juli 2025 statt und bildet den zweiten Abschnitt des Grand Départ der im Rahmen der 112. Austragung im Departement Nord stattfand. Die Strecke führte das französische Etappenrennen von Lauwin-Planque über 209,1 Kilometer nach Boulogne-sur-Mer, wobei im Finale vier kurze, steile Rampen befahren wurden. Nach der Zielankunft hatten die Fahrer insgesamt 394 Kilometer absolviert, was 11,8 % der Gesamtdistanz entsprach.
Den Etappensieg sicherte sich Mathieu van der Poel (Alpecin-Deceuninck), der sich im Sprint einer kleinen Gruppe vor Tadej Pogačar (UAE Team Emirates-XRG) und Jonas Vingegaard (Team Visma-Lease a Bike) durchsetzte. Zugleich übernahm der Niederländer das Gelbe Trikot von seinem Teamkollegen Jasper Philipsen.

## Streckenführung
Der neutralisierte Start erfolgte in Lauwin-Planque auf der D120, ehe es über Cuincy ins nahegelegene Douai ging. Die Stadt wurde über die D956 verlassen, wobei das Rennen auf dieser in der Gemeinde Courchelettes freigegeben wurde.
Nach dem offiziellen Start führten die ersten 30 Kilometer flach über Tortequesne und Biache-Saint-Vaast nach Arras, ehe es vorbei an der Abtei Mont-Saint-Éloi nach Saint-Pol-sur-Ternoise ging. Nach 104,3 Kilometern wurde mit der Côte de Cavron-Saint-Martin (104 m) eine Bergwertung der 4. Kategorie abgenommen, wobei die Auffahrt über die D108 erfolgte. Im Anschluss ging es ins nördliche Hucqueliers, ehe die Streckenführung gen Süden drehte und über Aix-en-Issart nach Montreuil führte. In Énocq wurde kurz vor Étaples bei Kilometer 154,6 der Zwischensprint ausgefahren. Die Fahrer befanden sich dann in unmittelbarer Nähe zur Atlantikküste und gelangten über die D148 und D113 nach Neufchâtel-Hardelot, wo das Finale der Etappe rund 30 Kilometer vor dem Ziel eröffnet wurde.
Den Auftakt machte die Côte du Haut Pichot (179 m), die 29,8 Kilometer vor dem Ziel passiert wurde. Dieser Anstieg der 3. Kategorie wies auf einer Länge von 1100 Metern eine durchschnittliche Steigung von 9,4 % auf, wobei die Auffahrt aus nördlicher Richtung über die D239 erfolgte. Auf einem leicht abschüssigen Plateau ging es nun über Halinghen auf die breite D901, die über Samer zum Zielort Boulogne-sur-Mer führte. Bei Saint-Étienne-au-Mont nahmen die Fahrer die Rue Pasteur in Angriff, die auf einer Länge von 1000 Metern im Schnitt mit 10,6 % ansteigt. Sie führte auf die Côte de Saint-Étienne-au-Mont (111 m), die 8,7 Kilometer vor dem Ziel erreicht wurde und ebenfalls als Bergwertung der 3. Kategorie klassifiziert wurde. Die anschließende Abfahrt leitete die Fahrer auf die D235, ehe die Straße bei Manihen erneut zu steigen begann und über die Rue du Havet auf die Côte d’Outreau (86 m) führte. Diese ist 800 Meter lang und steigt im Schnitt mit 8,8 % an, wobei 5,3 Kilometer vor dem Ziel eine Bergwertung der 4. Kategorie abgenommen wurde. Die nachfolgenden Meter führten bergab zum Ufer der Liane, die die Fahrer über die D119 querten, ehe die letzten Meter auf der Rue Faidherbe, Rue Dutertre, Rue de la Tour Notre Dame und dem Boulevard Auguste Mariette leicht bergauf zum Zielstrich führten. Das Ziel befand sich dabei unweit der Notre-Dame de l’Immaculée Conception auf einer Höhe von 56 Metern.
|                            | Ort                           | Kilometer | Länge (km) | Höhe (m) | Ø Steigung | max. Steigung |
| -------------------------- | ----------------------------- | --------- | ---------- | -------- | ---------- | ------------- |
| neutralisierter Start      | Lauwin-Planque (D120)         |           |            |          |            |               |
| offizieller Start          | Courchelettes (D956)          | 0         |            |          |            |               |
| Bergwertung (4. Kategorie) | Côte de Cavron-Saint-Martin   | 104,3     | 1,1        | 104      | 5,9 %      | unbekannt     |
| Zwischensprint             | Énocq                         | 154,6     |            |          |            |               |
| Bergwertung (3. Kategorie) | Côte du Haut Pichot           | 179,3     | 1,1        | 179      | 9,4 %      | unbekannt     |
| Bergwertung (3. Kategorie) | Côte de Saint-Étienne-au-Mont | 200,4     | 1          | 111      | 10,6 %     | unbekannt     |
| Bergwertung (4. Kategorie) | Côte d’Outreau                | 203,8     | 0,8        | 86       | 8,8 %      | unbekannt     |
| Ziel                       | Lille (Boulevard Vauban)      | 209,1     |            |          |            |               |

## Rennverlauf & Ergebnis
Die zweite Etappe wurde bei Regen gestartet. Nachdem das Rennen freigegeben worden war, setzen sich mit Brent Van Moer (Lotto), Andreas Leknessund (Uno-X Mobility), Bruno Armirail (Decathlon AG2R la Mondiale) und Jewgeni Fedorow (XDS Astana) vier Fahrer vom Hauptfeld ab. Das Quartett fuhr einen maximalen Vorsprung von rund drei Minuten heraus, wobei die Mannschaften Alpecin-Deceuninck und Intermarché-Wanty die Nachführarbeit im Peloton übernahmen.
Nach rund 40 Kilometern kamen Andreas Leknessund und Jewgeni Fedorow auf der vom Regen nassen Fahrbahn zu Sturz, wobei beide das Rennen fortsetzen konnten. Zur Hälfte der Renndistanz sicherte sich Andreas Leknessund die erste Bergwertung auf der Côte de Cavron-Saint-Martin (104 m). Beim Zwischensprint setzte sich Jewgeni Fedorow vor Andreas Leknessund, Brent Van Moer und Bruno Armirail durch, ehe Jonathan Milan (Lidl-Trek) das Hauptfeld vor Tim Merlier (Soudal Quick-Step), Biniam Girmay (Intermarché-Wanty) und Jasper Philipsen (Alpecin-Deceuninck) über die Abnahme führte. Die verbliebenen Punkte gingen an Anthony Turgis (TotalEnergies), Bryan Coquard (Cofidis), Paul Penhoët (Groupama-FDJ), Laurenz Rex (Intermarché-Wanty), Ewen Costiou (Arkéa-B&B Hotels), Danny van Poppel (Red Bull-Bora-hansgrohe) und Tim Wellens (UAE Team Emirates-XRG). Kurz darauf wurde die Ausreißergruppe gestellt und es ging ins hüglige Finale, das mit der Côte du Haut Pichot (179 m) eröffnet wurde. Hier sicherte sich Tim Wellens die meisten Punkte vor seinem Teamkollegen Tadej Pogačar.
Rund zehn Kilometer vor dem Ziel wurde das Tempo in den Anstiegen der Côte de Saint-Étienne-au-Mont (111 m) und Côte d’Outreau (86 m) erneut forciert, wobei das Hauptfeld in mehrere Gruppen zerfiel. Tadej Pogačar führte vor Jonas Vingegaard (Visma-Lease a Bike) über die Côte de Saint-Étienne-au-Mont, ehe Kévin Vauquelin (Arkéa-B&B Hotels) den ersten Angriff in der Côte d’Outreau lancierte und sich dort die letzte Bergwertung des Tages sicherte. Es bildete sich eine rund 20 Fahrer umfassende Spitzengruppe, während der gesamtführende Jasper Philipsen mit einem Rückstand von rund 20 Sekunden in der ersten Verfolgergruppe fuhr. Sein Teamkollege Mathieu van der Poel (Alpecin-Deceuninck) war jedoch an der Spitze des Rennens vertreten. In der Abfahrt der Côte d’Outreau trat auch Jonas Vingegaard an, wobei sich der Däne nicht absetzen konnte. Auch Angriffe von Kévin Vauquelin, Matteo Jorgenson (Visma-Lease a Bike) und Florian Lipowitz (Red Bull-Bora-hansgrohe) brachten keine weitere Selektion und so endete die Etappe in einem Bergaufsprint, der von 26 Fahrern ausgefahren wurde. Den Sieg sicherte sich schlussendlich Mathieu van der Poel, der sich vor Tadej Pogačar und Jonas Vingegaard durchsetzte und somit nach 2021 seinen zweiten Tour-de-France-Etappensieg feierte. Zugleich übernahm er das Gelbe Trikot von Jasper Philipsen, der das Ziel als 27. mit einem Rückstand von 31 Sekunden erreichte. Zu den Verlierern des Tages zählten das Ineos Grenadiers-Duo Geraint Thomas und Carlos Rodríguez, sowie Ben O’Connor (Jayco Alula), die ebenfalls 31 Sekunden einbüßten.

In der Gesamtwertung liegt Mathieu van der Poel nun vier Sekunden vor Tadej Pogačar und sechs Sekunden vor Jonas Vingegaard. Remco Evenepoel (Soudal Quick-Step) und Primož Roglič (Red Bull-Bora-hansgrohe) wiesen bereits einen Rückstand von 49 Sekunden auf. Der Gesamtvierte Kévin Vauquelin schob sich an die Spitze der Nachwuchswertung. Jasper Philipsen musste zwar das Gelbe Trikot abgeben, blieb jedoch an der Spitze der Punktewertung, während Tadej Pogačar die Bergwertung übernahm. In der Mannschaftswertung liegt nun die Mannschaft Groupama-FDJ an der ersten Position. Bruno Armirail wurde zum aktivsten Fahrer gewählt. Alle 182 gestarteten Fahrer erreichten das Ziel.
| \| Etappenergebnis \| Etappenergebnis \| Etappenergebnis \| Etappenergebnis \| Etappenergebnis \| \| Fahrer \| Fahrer \| Land \| Team \| Zeit \| \| --------------- \| ---------------------- \| ---------------------- \| -------------------------- \| --------------- \| \| 1. \| Mathieu van der Poel \| Niederlande \| Alpecin-Deceuninck \| 4 h 45 min 41 s \| \| 2. \| Tadej Pogačar \| Slowenien \| UAE Team Emirates XRG \| + 0 s \| \| 3. \| Jonas Vingegaard \| Dänemark \| Team Visma \\| Lease a Bike \| + 0 s \| \| 4. \| Romain Grégoire \| Frankreich \| Groupama-FDJ \| + 0 s \| \| 5. \| Julian Alaphilippe \| Frankreich \| Tudor Pro Cycling Team \| + 0 s \| \| 6. \| Oscar Onley \| Vereinigtes Königreich \| Team Picnic-PostNL \| + 0 s \| \| 7. \| Aurélien Paret-Peintre \| Frankreich \| Decathlon-AG2R La Mondiale \| + 0 s \| \| 8. \| Kévin Vauquelin \| Frankreich \| Arkéa-B&B Hotels \| + 0 s \| \| 9. \| Simone Velasco \| Italien \| XDS Astana Team \| + 0 s \| \| 10. \| Jenno Berckmoes \| Belgien \| Lotto \| + 0 s \| |                        |                        |                            |                 |
| |                        |                        |                            |                 |
| Quellen: ProCyclingStats Cycling Quotient |                        |                        |                            |                 |
| Etappenergebnis |                        |                        |                            |                 |
| Fahrer | Fahrer                 | Land                   | Team                       | Zeit            |
| 1. | Mathieu van der Poel   | Niederlande            | Alpecin-Deceuninck         | 4 h 45 min 41 s |
| 2. | Tadej Pogačar          | Slowenien              | UAE Team Emirates XRG      | + 0 s           |
| 3. | Jonas Vingegaard       | Dänemark               | Team Visma \| Lease a Bike | + 0 s           |
| 4. | Romain Grégoire        | Frankreich             | Groupama-FDJ               | + 0 s           |
| 5. | Julian Alaphilippe     | Frankreich             | Tudor Pro Cycling Team     | + 0 s           |
| 6. | Oscar Onley            | Vereinigtes Königreich | Team Picnic-PostNL         | + 0 s           |
| 7. | Aurélien Paret-Peintre | Frankreich             | Decathlon-AG2R La Mondiale | + 0 s           |
| 8. | Kévin Vauquelin        | Frankreich             | Arkéa-B&B Hotels           | + 0 s           |
| 9. | Simone Velasco         | Italien                | XDS Astana Team            | + 0 s           |
| 10. | Jenno Berckmoes        | Belgien                | Lotto                      | + 0 s           |

## Gesamtstände
| \| Gesamtwertung \| Gesamtwertung \| Gesamtwertung \| Gesamtwertung \| Gesamtwertung \| \| Fahrer \| Fahrer \| Land \| Team \| Zeit \| \| ------------- \| -------------------------- \| ---------------------- \| -------------------------- \| ----------------- \| \| 1. \| Mathieu van der Poel \| Niederlande \| Alpecin-Deceuninck \| + 8 h 38 min 42 s \| \| 2. \| Tadej Pogačar \| Slowenien \| UAE Team Emirates XRG \| + 4 s \| \| 3. \| Jonas Vingegaard \| Dänemark \| Team Visma \\| Lease a Bike \| + 6 s \| \| 4. \| Kévin Vauquelin \| Frankreich \| Arkéa-B&B Hotels \| + 10 s \| \| 5. \| Matteo Jorgenson \| Vereinigte Staaten \| Team Visma \\| Lease a Bike \| + 10 s \| \| 6. \| Enric Mas \| Spanien \| Movistar Team \| + 10 s \| \| 7. \| Jasper Philipsen \| Belgien \| Alpecin-Deceuninck \| + 31 s \| \| 8. \| Joseph Blackmore \| Vereinigtes Königreich \| Israel-Premier Tech \| + 41 s \| \| 9. \| Tobias Halland Johannessen \| Norwegen \| Uno-X Mobility \| + 41 s \| \| 10. \| Ben O’Connor \| Australien \| Team Jayco AlUla \| + 41 s \| |                            |                        |                            |                   |
| |                            |                        |                            |                   |
| Quellen: ProCyclingStats Cycling Quotient |                            |                        |                            |                   |
| Gesamtwertung |                            |                        |                            |                   |
| Fahrer | Fahrer                     | Land                   | Team                       | Zeit              |
| 1. | Mathieu van der Poel       | Niederlande            | Alpecin-Deceuninck         | + 8 h 38 min 42 s |
| 2. | Tadej Pogačar              | Slowenien              | UAE Team Emirates XRG      | + 4 s             |
| 3. | Jonas Vingegaard           | Dänemark               | Team Visma \| Lease a Bike | + 6 s             |
| 4. | Kévin Vauquelin            | Frankreich             | Arkéa-B&B Hotels           | + 10 s            |
| 5. | Matteo Jorgenson           | Vereinigte Staaten     | Team Visma \| Lease a Bike | + 10 s            |
| 6. | Enric Mas                  | Spanien                | Movistar Team              | + 10 s            |
| 7. | Jasper Philipsen           | Belgien                | Alpecin-Deceuninck         | + 31 s            |
| 8. | Joseph Blackmore           | Vereinigtes Königreich | Israel-Premier Tech        | + 41 s            |
| 9. | Tobias Halland Johannessen | Norwegen               | Uno-X Mobility             | + 41 s            |
| 10. | Ben O’Connor               | Australien             | Team Jayco AlUla           | + 41 s            |

| Punktewertung | Punktewertung        | Punktewertung | Punktewertung              | Punktewertung |
| Fahrer        | Fahrer               | Land          | Team                       | Punkte        |
| ------------- | -------------------- | ------------- | -------------------------- | ------------- |
| 1.            | Jasper Philipsen     | Belgien       | Alpecin-Deceuninck         | 71 P.         |
| 2.            | Biniam Girmay        | Eritrea       | Intermarché-Wanty          | 54 P.         |
| 3.            | Mathieu van der Poel | Niederlande   | Alpecin-Deceuninck         | 50 P.         |
| 4.            | Anthony Turgis       | Frankreich    | Team TotalEnergies         | 36 P.         |
| 5.            | Jonathan Milan       | Italien       | Lidl-Trek                  | 31 P.         |
| 6.            | Tadej Pogačar        | Slowenien     | UAE Team Emirates XRG      | 30 P.         |
| 7.            | Paul Penhoët         | Frankreich    | Groupama-FDJ               | 26 P.         |
| 8.            | Bryan Coquard        | Frankreich    | Cofidis                    | 23 P.         |
| 9.            | Jewgeni Fjodorow     | Kasachstan    | XDS Astana Team            | 20 P.         |
| 10.           | Jonas Vingegaard     | Dänemark      | Team Visma \| Lease a Bike | 20 P.         |

| Bergwertung | Bergwertung        | Bergwertung | Bergwertung                | Bergwertung |
| Fahrer      | Fahrer             | Land        | Team                       | Punkte      |
| ----------- | ------------------ | ----------- | -------------------------- | ----------- |
| 1.          | Tadej Pogačar      | Slowenien   | UAE Team Emirates XRG      | 3 P.        |
| 2.          | Tim Wellens        | Belgien     | UAE Team Emirates XRG      | 2 P.        |
| 3.          | Benjamin Thomas    | Frankreich  | Cofidis                    | 2 P.        |
| 4.          | Jonas Vingegaard   | Dänemark    | Team Visma \| Lease a Bike | 2 P.        |
| 5.          | Kévin Vauquelin    | Frankreich  | Arkéa-B&B Hotels           | 1 P.        |
| 6.          | Andreas Leknessund | Norwegen    | Uno-X Mobility             | 1 P.        |

| Nachwuchswertung | Nachwuchswertung  | Nachwuchswertung       | Nachwuchswertung        | Nachwuchswertung |
| Fahrer           | Fahrer            | Land                   | Team                    | Zeit             |
| ---------------- | ----------------- | ---------------------- | ----------------------- | ---------------- |
| 1.               | Kévin Vauquelin   | Frankreich             | Arkéa-B&B Hotels        | 8 h 38 min 52 s  |
| 2.               | Joseph Blackmore  | Vereinigtes Königreich | Israel-Premier Tech     | + 31 s           |
| 3.               | Mattias Skjelmose | Dänemark               | Lidl-Trek               | + 39 s           |
| 4.               | Oscar Onley       | Vereinigtes Königreich | Team Picnic-PostNL      | + 39 s           |
| 5.               | Remco Evenepoel   | Belgien                | Soudal Quick-Step       | + 39 s           |
| 6.               | Florian Lipowitz  | Deutschland            | Red Bull-Bora-Hansgrohe | + 39 s           |
| 7.               | Jenno Berckmoes   | Belgien                | Lotto                   | + 39 s           |
| 8.               | Carlos Rodríguez  | Spanien                | Ineos Grenadiers        | + 1 min 10 s     |
| 9.               | Samuel Watson     | Vereinigtes Königreich | Ineos Grenadiers        | + 1 min 29 s     |
| 10.              | Ben Healy         | Irland                 | EF Education-EasyPost   | + 2 min 08 s     |

| Mannschaftswertung | Mannschaftswertung              | Mannschaftswertung           | Mannschaftswertung |
| Team               | Team                            | Land                         | Zeit               |
| ------------------ | ------------------------------- | ---------------------------- | ------------------ |
| 1.                 | Groupama-FDJ                    | Frankreich                   | 25 h 56 min 36 s   |
| 2.                 | Team Visma \| Lease a Bike      | Niederlande                  | + 31 s             |
| 3.                 | Alpecin-Deceuninck              | Belgien                      | + 2 min 00 s       |
| 4.                 | UAE Team Emirates XRG           | Vereinigte Arabische Emirate | + 2 min 08 s       |
| 5.                 | Arkéa-B&B Hotels                | Frankreich                   | + 2 min 20 s       |
| 6.                 | Team TotalEnergies              | Frankreich                   | + 2 min 20 s       |
| 7.                 | Cofidis                         | Frankreich                   | + 2 min 20 s       |
| 8.                 | Decathlon AG2R La Mondiale Team | Frankreich                   | + 2 min 28 s       |
| 9.                 | Team Jayco AlUla                | Australien                   | + 2 min 51 s       |
| 10.                | EF Education-EasyPost           | Vereinigte Staaten           | + 2 min 58 s       |